# イグナタス・コノヴァロヴァス
イグナタス・コノヴァロヴァス（Ignatas Konovalovas、1985年12月8日 - ）は、リトアニア、パネヴェジース出身の自転車競技選手。

## 来歴
父ヴァレリユス・コノヴァロヴァスはリトアニア自転車ロード代表監督、母ライマ・ジルポリーテはソウルオリンピック女子個人ロードレース銅メダリストという自転車一家である。
2006年、フランスの強豪アマチュアチーム、VC・ラ・ポム・マルセイユに加入し、20歳にして国内選手権大会 (自転車競技)リトアニア選手権・個人タイムトライアル(ITT)優勝。ロンド・ド・リザード（UCI2.2）で総合優勝。2007年、クレディ・アグリコルとトレーニー契約。2008年、クレディ・アグリコルとプロ契約。
2009年、サーヴェロ・テストチームに移籍。ジロ・デ・イタリアの第21ステージ(ITT)で優勝。また、リトアニア選手権ITTで連覇達成。
2011年、サーヴェロ・テストチームの解散に伴い、スペインのモビスター・チームに移籍。
2013年、南アフリカのプロコンチネンタルチーム、MTN・クベカに移籍。
2015年、MTN・クベカが契約を更新せず、古巣のVC・ラ・ポム・マルセイユの後身チームであるチーム・マルセイユ13KTMに加入。このシーズンはリトアニア選手権ITTで3位、ヴェロトン・ウェールズ（UCI1.1）で2位。
2016年、マルク・マディオ率いるフランスのワールドチーム、FDJに移籍。ラ・メディタラレーヌ（UCI2.1）第1ステージ（TTT）で優勝に貢献。ジロ・デ・イタリアを総合134位で完走。リトアニア選手権ITTでは5度目のチャンピオンに輝いた。
2017年、ダンケルク4日間レース第5ステージ優勝。リトアニア選手権では得意のITTに加え、ロードレースでも優勝しダブルタイトルを獲得。ツール・ド・フランスではエーススプリンターのアルノー・デマールのアシストに徹するが、第9ステージでデマールらとともにタイムアウトでリタイアした。

## 主な戦績

### ロードレース
- 2005年
  -  リトアニア選手権 個人タイムトライアル 3位
- 2006年
  -  リトアニア選手権
    - 個人タイムトライアル 優勝
    - ロードレース 2位

  - ロンド・ド・リザード・ドアリエージ
    - 総合優勝
    - 第1ステージ 優勝

  - レ・ブークル・デュ・スュド・アルデシュ 2位
- 2007年
  - ロンド・ド・リザード・ドアリエージ 第3ステージ（ITT）優勝
  - ツール・デュ・ペイロアンヌ 総合優勝
  -  リトアニア選手権
    - 個人タイムトライアル 2位
    - ロードレース 2位

  - ヨーロッパ選手権 U23 個人タイムトライアル 2位
- 2008年
  -  リトアニア選手権 個人タイムトライアル 優勝
  - ツール・ド・ルクセンブルク 第2ステージ 優勝
- 2009年
  -  リトアニア選手権 個人タイムトライアル 優勝
  - ジロ・デル・メンドリシオット 優勝
  - ジロ・デ・イタリア 第21ステージ（ITT） 優勝
  - 世界選手権 個人タイムトライアル 9位
- 2010年
  -  リトアニア選手権 個人タイムトライアル 優勝
- 2012年
  -  リトアニア選手権 個人タイムトライアル 2位
- 2013年
  -  リトアニア選手権
    - 個人タイムトライアル 優勝
    - ロードレース 2位
- 2014年
  -  リトアニア選手権 個人タイムトライアル 2位
- 2015年
  - シルキュイト・ド・アルデンヌ・アンテルナシオナル
    - 総合3位
    - 第3ステージ（ITT） 優勝

  - ダンケルク4日間レース 総合優勝
  - ヴェロソン・ウェールズ 2位
  -  リトアニア選手権 個人タイムトライアル 3位
- 2016年
  -  リトアニア選手権 個人タイムトライアル 優勝
  - ラ・メディタラレーヌ 第1ステージ（ITT） 優勝
- 2017年
  -  リトアニア選手権
    - ロードレース 優勝
    - 個人タイムトライアル 優勝

  - ダンケルク4日間レース 第5ステージ 優勝

#### グランツール

##### ツール・ド・フランス
- 2010 : 総合127位
- 2017 : タイムアウト (第9ステージ)

##### ジロ・デ・イタリア
- 2009 : 総合90位、第21ステージ（個人タイムトライアル） 優勝
- 2010 : 総合106位
- 2011 : 総合102位
- 2016 : 総合134位

##### ブエルタ・ア・エスパーニャ
- 2009 : DNS（第14ステージ）
- 2011 : DNF（第17ステージ）

### トラックレース

#### オリンピック
- 2004年アテネオリンピック
  - 団体追抜き 8位

#### ヨーロッパ選手権
- 2003年モスクワ
  - 団体追い抜き ジュニア 3位
- 2005年フィオレンツオーラ・ダルダ
  - 団体追い抜き U23 3位
- 2006年アテネ
  - 団体追い抜き U23 3位